# Kleefeld (Bern)
Das Kleefeld ist ein Quartier der Stadt Bern. Es gehört zu den 2011 bernweit festgelegten 114 gebräuchlichen Quartieren und liegt im Stadtteil VI Bümpliz-Oberbottigen, dort im statistischen Bezirk Bümpliz.  Angrenzend sind die Bümplizer Quartiere Niederbottigen (der Teil mit dem Wäldchen Rehhaghölzli gehört zu Bümpliz), Winterhale, Bümpliz Dorf, Bümpliz Süd, Weidmatt und Wangenmatt.
Im Jahr 2022 betrug die Wohnbevölkerung 3637 Personen, davon 2007 Schweizer und 1630 Ausländer.

## Geschichte und Bebauung
Der Name Kleefeld soll 1878 durch einen Schreibfehler in einem Plan irrtümlich entstanden sein. Das dort befindliche Bauerngut hiess eigentlich Kleinfeld. Ein anderer Name war Mädergut, abgeleitet von der Besitzerfamilie. Emil Mäder, der letzte Besitzer, verkaufte das Kleefeld/Mädergut 1934 an die Burgergemeinde Bern.
Die Siedlung Kleefeld wurde in fünf Etappen im Zeitraum von 1968 bis 1973 erbaut, das Quartierzentrum in den Jahren 1976 bis 1978 ergänzt. Im Unterschied zum Tscharnergut entstanden keine Scheiben- oder Punkthochhäuser, sondern gestaffelte Kettenhäuser. Die bereits am Bau des Tscharnerguts beteiligten Architekten wollten den Gebäuden wieder mehr Eigenständigkeit verleihen.
Auch klassische Mehrfamilienhäuser sind östlich an der Grenze zu Bümpliz Dorf vorhanden. An der Morgenstrasse im Süden an der Bahnlinie finden sich mehrere Industrie- und Gewerbeansiedlungen.

## Infrastruktur
Die Schulanlage Kleefeld aus den 1970er Jahren wurde abgerissen und bis im Sommer 2022 erneuert, die ebenfalls vorhandene Doppelturnhalle soll saniert werden. Im Zentrum Kleefeld mit diversen Ladengeschäften befindet sich auch das Restaurant «Kleefeld» als einer der Treffpunkte im Quartier. An der Mädergutstrasse befindet sich das Gemeinschaftszentrum der evangelisch-reformierten Kirchgemeinde Bümpliz «Chleehus» mit Jugendtreff und Freizeitanlage.

## Verkehr
Der Bahnhof Bümpliz Süd (Linien Bern-Freiburg und Bern-Laupen) verbindet mit den S-Bahn-Linien S1 und S2 das Gebiet mit dem Zentrum. Die Strassenbahnlinie 7 verkehrt über das Zentrum von Bern zum Ostring. Die Buslinie 27 (Niederwangen Bahnhof – Weyermannshaus Bad) stellt eine tangentiale Verbindung her.